# Forth Bridge
Forth Bridge je najdulji konzolni željeznički most na svijetu (2.528,7 m), izgrađen preko ušća rijeke Forth u istočnoj Škotskoj, 9 km zapadno od središta Edinburgha. Smatra se simbolom Škotske i ponosom cijelog Ujedinjenog Kraljevstva. Dizajnirali su ga engleski inženjeri Sir John Fowler i Sir Benjamin Baker.
Otvoren je 1890. godine i još uvijek služi za prijevoz putnika i tereta (oko 190-200 vlakova dnevno). Njegova osebujna industrijska estetika rezultat je iskrenog inženjerstva strukturnih komponenti bez ukrasa, inovativnog stila, materijala i razmjera. Godine 2015., upisan je na UNESCO-ov popis mjesta svjetske baštine u Europi kao utjecajan korak u projektiranju i izgradnji mostova u razdoblju kada je željeznica počela dominirati kao oblik dalekosežnog putovanja.
Izgradnja mosta je počela 1882. godine, a otvorio ga je 4. ožujka 1890. princ od Walesa. Most se proteže između sela South Queensferry i North Queensferry, te ima duljinu od 2,467 m, širinu na pilonima 37, a u sredini 9,8 m, te visinu od 110 m iznad površine vode. Kada je izgrađen imao je najdulji konzolni raspon na svijetu (520 m), što je i ostao sve do izgradnje mosta Quebec u Kanadi 1917. godine (549 m). U vlasništvu je željezničke tvrtke Network Rail Infrastructure Limited i često se naziva Forth Rail Bridge kako bi se razlikovao od cestovnog mosta Forth Road Bridge, iako to nikada nije bilo njegovo službeno ime.
- Unutrašnjost strukture
- Izvorni i finalni nacrti mosta Forth Bridge
- Prilaz mostu s postaje Dalmeny Station
- Pogled na most iz vlaka ScotRail 158

## Vanjske poveznice
Ostali projekti
|  | Zajednički poslužitelj ima još gradiva o temi Mostovi Fortha |